# WorldCom

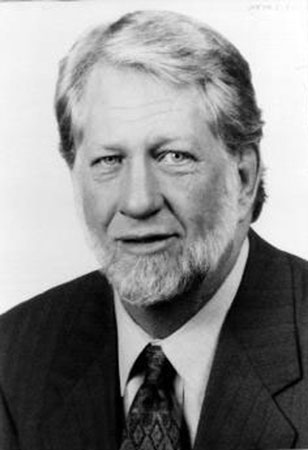
Grootaandeelhouder Bernard Ebbers (1941-2020)

WorldCom was een Amerikaanse telecom-onderneming die in 2002 failliet ging nadat een omvangrijk boekhoudschandaal aan het licht was gekomen. Het is het derde grootste faillissement in de Amerikaanse geschiedenis, na de faillissementen van Lehman Brothers en Washington Mutual in september 2008 tijdens de kredietcrisis.

## Sterke groei
De onderneming, oorspronkelijk geheten "Long Distance Discount Services" of LDDS, werd opgericht in 1983, en wijzigde zijn naam in 1995 in LDDS WorldCom, en daarna in WorldCom. In de jaren 90 groeide de onderneming zeer sterk door diverse overnames. De meest omvangrijke hiervan was de acquisitie van MCI Communications in 1998 voor $37 miljard. De combinatie ging verder als MCI WorldCom.
Deze stap was de opmaat voor een nog grotere transactie. In oktober 1999 deed MCI WorldCom een overnamebod in aandelen ter waarde van $115 miljard op Sprint Corporation. Indien succesvol zou een bedrijf ontstaan met een omzet van $50 miljard op jaarbasis en een marktwaarde van meer dan $200 miljard. De Amerikaanse en Europese toezichthouders blokkeerden deze transactie.

## Fraude
In juni 2002 rezen bij een routinecontrole door de (nieuwe) externe accountant KPMG, die Arthur Andersen was opgevolgd, vragen omtrent de wijze waarop uitgaven in de boekhouding waren verantwoord. Bij het verdere onderzoek bleek dat in de periode 1999-2002 op twee manieren fraude was gepleegd. Enerzijds waren niet-bestaande inkomsten gerapporteerd, anderzijds waren uitgaven geactiveerd die geen investeringskarakter hadden, maar als reguliere uitgaven waren aan te merken.
Deze fraude had tot gevolg dat zowel de omvang van de activa van de onderneming te hoog werd voorgesteld (door het activeren van deze kosten) als dat de bedrijfsresultaten te hoog werden voorgesteld (door de niet-bestaande inkomsten, en door het niet als kosten opvoeren van deze uitgaven). Dit was vermoedelijk mede ingegeven door de wens de koers van het aandeel te steunen. Dit kwam niet slechts het (verkeerd geïnformeerde) beleggend publiek ten goede, maar ook CEO Bernard Ebbers, die grootaandeelhouder was in WorldCom, en tegen onderpand van zijn aandelen verplichtingen was aangegaan.
De omvang van de fraude bleek zeer groot: na onderzoek door de Securities and Exchange Commission werd deze geraamd op $11 miljard.
Nadat het faillissement was uitgesproken werd de naam van de onderneming gewijzigd in MCI Inc. In 2005 werd MCI overgenomen voor $6,7 miljard door Verizon. Verizon was vooral geïnteresseerd in de grote zakelijke klanten van MCI.
Diverse oud-topfunctionarissen van WorldCom werden voor hun aandeel in de fraude strafrechtelijk vervolgd en veroordeeld. Bernard Ebbers, die zich erop beriep dat hij als CEO geen bemoeienis had met de boekhouding, noch met de jaarrekening, zag al zijn verweren door de rechter verworpen en werd, nadat hij op alle punten van de aanklacht schuldig was bevonden, op 15 maart 2005 veroordeeld tot een gevangenisstraf van 25 jaar. In hoger beroep in 2006 werd de veroordeling gehandhaafd.